# 三角研究园
三角研究园（Research Triangle Park，簡稱RTP）是美國最大的科技园区之一。毗邻北卡罗莱纳州的罗利、达勒姆和教堂山，处在三座城市夹成的三角研究区域中。除了一小块区域延伸入维克郡，三角研究园的大部分土地都在达勒姆郡的行政区域内。

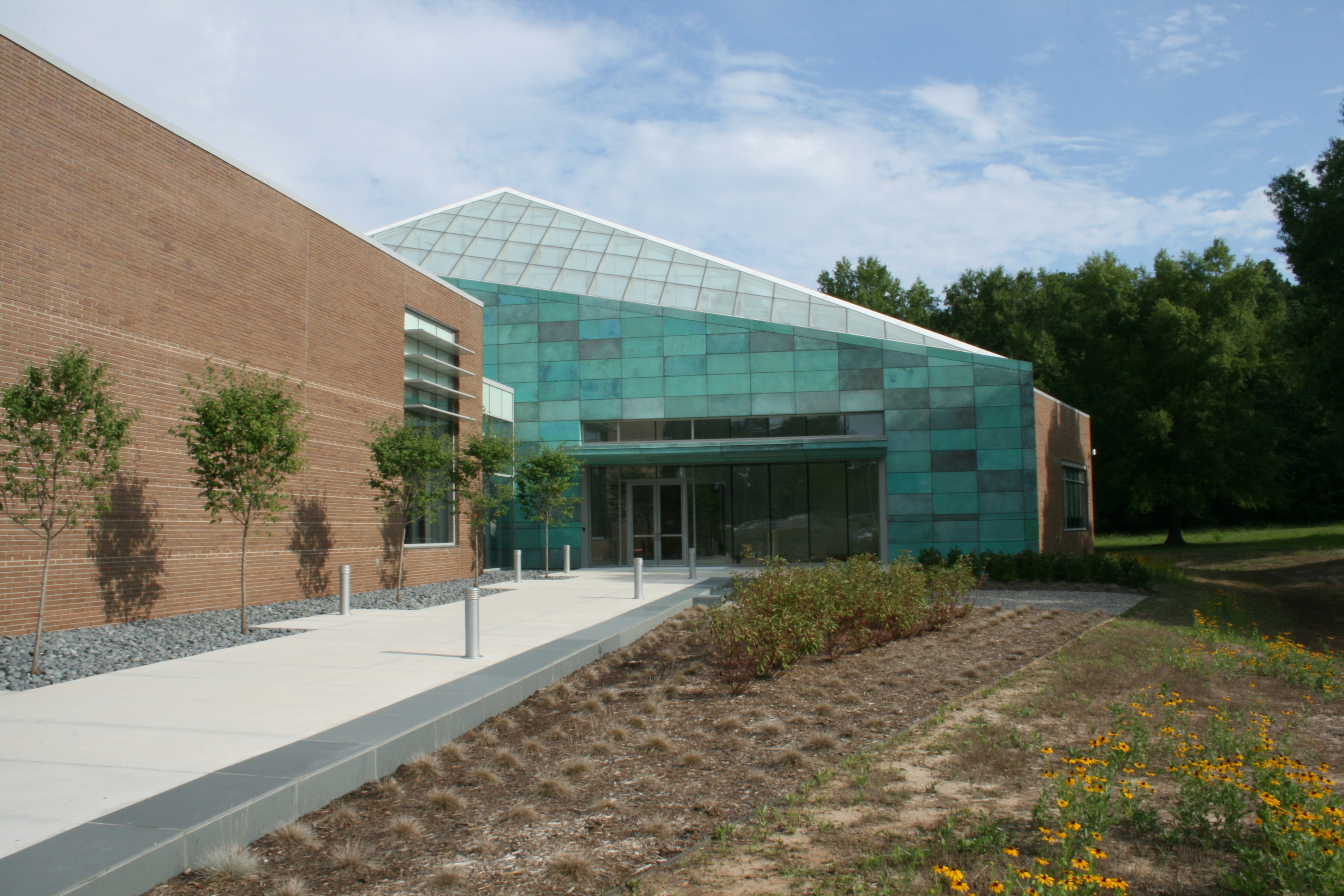
三角研究園總部

它是美国最负盛名的高科技研究和开发中心之一，经常被和处在加利福尼亚州的硅谷比较。1959年三角研究园由北卡州及地方政府、附近的大学和商业机构共同建立。当时Karl Robbins购买了现在园区被建造的土地。三角研究园和处在弗吉尼亚州里士满的弗吉尼亚生物科技研究园、处在阿拉巴马州Huntsville的Cummings研究园并称美国三大研究园，它们形成了三大全球科学研究中心的新兴领导力量。
研究院院占地7000英亩（28平方公里）被松树林所环绕，尚有规划用地面积630英亩（4.5平方公里）。2007年，在三角研究园有超过130家研发设施，超过39,000名雇员为总共157家组织工作。研究园临近州际公路I-40和达勒姆高速。它由一家私人非营利性组织三角研究基金会管理。
三角研究园是国际商用机器公司的全球重要运营地点之一；IBM有约11,000名雇员在三角研究园工作。同时它还是中国著名的联想集团的全球总部所在地，包含三幢办公大楼的联想园区，有超过2,000名联想雇员在此工作。三角研究园还是葛兰素史克（GSK；GlaxoSmithKline）制药公司的最大的研发中心的所在地，它拥有约5,500名GSK雇员。

## 三角研究园的公司和科研机构
- 巴斯夫
- 拜耳
- Becton Dickinson
- Bekaert
- Biogen Idec
- Böwe Bell & Howell
- Blue Phoenix Solutions
- Carolina Student Biotechnology Network
- 美国疾病控制与预防中心
- ChannelAdvisor
- CheckFree Investment Services
- 思科系統
- Coleman Insights
- 瑞士信贷银行
- Cree Inc.
- Diosynth
- 杜邦
- DynCorp
- 卫材
- EMC
- Environmental Protection Agency
- 爱立信
- Extreme Networks
- 飞思卡尔
- Fidelity Investments
- 通用电气
- 葛兰素史克
- IBM
- Instrumentation, Systems, and Automation Society
- 国际纯粹与应用化学联合会 (IUPAC)
- Intersil
- 联想集团
- 默克药厂
- 孟山都
- Motricity
- National Institute of Environmental Health Sciences
- National Humanities Center
- 国家半导体
- Network Appliance
- 北电网络
- North Carolina Biotechnology Center
- North Carolina Supercomputing Center
- Nufarm
- Pharmaceutical Product Development
- Quintiles
- RadarFind
- 红帽
- Research Triangle Institute
- Railinc
- RTI国际
- SAS Institute
- S and R Communications Group
- Semiconductor Research Corporation
- Sigma Xi
- 索尼爱立信
- Southern Capitol Ventures
- Spirent Communications
- 住友電氣工業
- Syngenta
- Tekelec
- Underwriters Laboratories
- 美国国家森林局
- Vacon
- 威讯
- 惠氏
- Zen-Bio
- the seven soft
- 赛文软件
- 微软

## 大学
- （University of North Carolina at Chapel Hill）位于教堂山（Chapel Hill）
- 北卡罗来纳州立大学（North Carolina State University）位于罗利（Raleigh）
- 杜克大学（Duke University）位于达勒姆（Durham）